# Vol de nectar

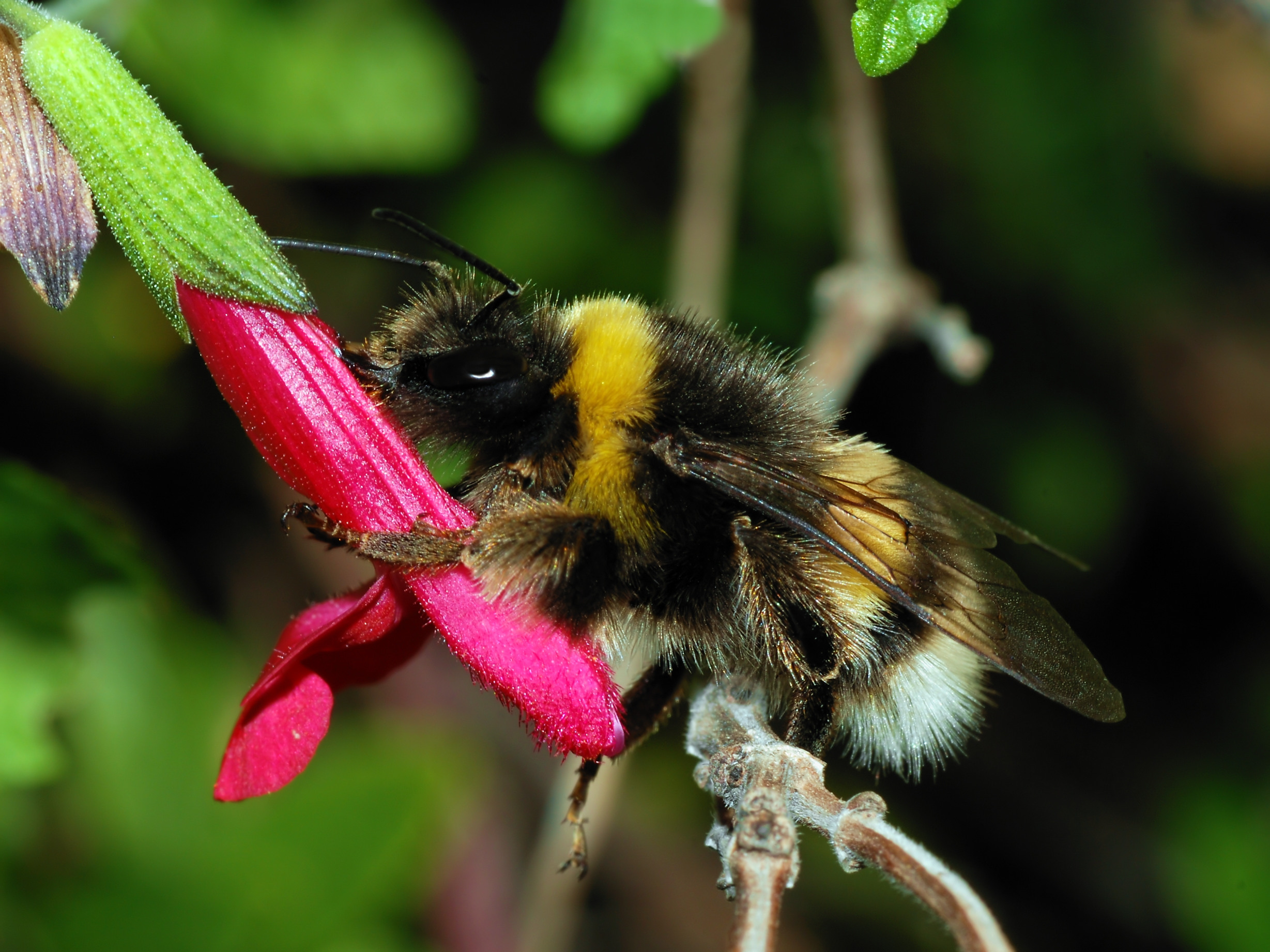
Bourdon terrestre volant du nectar.

Le vol de nectar est l'acte par un insecte ou un oiseau de prélever le nectar d'une plante à fleurs, en perçant un trou dans la corolle et le calice pour accéder aux nectaires. Le dommage à la fleur est permanent. De cette façon, les animaux sans adaptations morphologiques requises par la structure de la fleur peuvent accéder au nectar. Sans entrer dans la fleur, l'animal ne touche pas les parties reproductrices et contourne le passage pollinisateur imposé par la fleur,.

## Espèces concernées
Le vol de nectar concerne 14 familles de plantes. 
Parmi les voleurs, se trouvent certaines espèces d'abeilles charpentières, des fourmis et des colibris. Chez les bourdons, le vol de nectar est principalement pratiqué par le Bourdon terrestre et le Bourdon hirsute chez qui il est systématique. Le vol est plus occasionnel chez les autres espèces qui profitent le plus souvent d'un trou préalablement percé, à l'exception notable des espèces du sous-genre Megabombus qui ignorent même les plus évidents.

## Typification de l'interaction
Darwin pensait que les voleurs de nectar agissaient en tant que tricheurs nuisant au succès reproducteur de la plante, une de ses conséquences évolutives étant le renforcement du calice et de ses sépales afin de protéger les nectaires. George John Romanes considérait que ce comportement adaptatif des bourdons pouvait être transmis à d'autres espèces. Les recherches actuelles indiquent qu'ils ont souvent un effet bénéfique ou neutre sur la pollinisation mais confirment la transmission hétérospécifique de ce comportement.
Les implications du vol de pollen (pollinisateurs qui consomment le pollen sans participer à la pollinisation) ont par contre été très peu étudiées, bien que ses conséquences sur la reproduction soient directes, contrairement au vol de nectar.